# Forsholmen
Forsholmen is een onbewoond langwerpig eiland in de Zweedse Kalixälven. Het heeft geen oeververbinding. Het heeft een oppervlakte van ongeveer 1 hectare.